# Hațeg
Hațeg (německy Hötzing, Hatzeg, Wallenthal, maďarsky Hátszeg) je město v rumunské župě Hunedoara. V současnosti zde žije asi přibližně 8 800 obyvatel. Pod působnost města spadají tři vesnice: Nălațvad, Silvașu de Jos a Silvașu de Sus.

## Paleontologické objevy
Oblast kolem tohoto města (zvaná Țara Hațegului) je známá především svými unikátními paleontologickými objevy, které zahrnují 300 milionů let vývoje života na Zemi. Geologové zde odkryli společenstva mořských korálů, neptačích dinosaurů, ptakoještěrů, pravěkých savců apod. Známý je například obří ptakoještěr rodu Hatzegopteryx, pojmenovaný právě po této oblasti.

## Ostrov Hațeg
Nejznámější objevy z poslední doby zahrnují tzv. trpasličí dinosaury z ostrova Hațeg. Šlo o dávný ostrovní ekosystém v období svrchní křídy, který poskytoval domov spíše menším dinosaurům, představujícím zmenšené obdoby (trpasličí ostrovní formy) větších příbuzných z Asie a Severní Ameriky. Ty zde zkoumal již na počátku 20. století slavný paleontolog a šlechtic, baron Franz Nopcsa. Významné paleontologické objevy přicházejí z této oblasti průběžně.

## Partnerská města
- Bad Säckingen, Německo
- Melle (Deux-Sèvres), Francie
- Quimper, Francie
- Vasvár, Maďarsko